# Římskokatolická farnost Buchlovice
Římskokatolická farnost Buchlovice je územní společenství římských katolíků s farním kostelem svatého Martina v děkanátu Uherské Hradiště.

## Historie farnosti
Buchlovická farnost s kostelem sv. Martina vznikla ve 13. století. První zpráva o farním patronátu pochází z roku 1398.
Nynější raně barokní kostel byl vystavěn na místě původního, pravděpodobně dřevěného kostela v letech 1640–1643.

## Duchovní správci
Jména duchovních jsou známa od 18. století. V letech 1937 až 1957 zde jako farář působil rodák, dodnes vysoce ceněný, básník, pedagog, akad. malíř a grafik Arnošt Hrabal (1886 – 1969), vysvěcen 1910. V důchodu v letech 1957 – 1969 vypomáhal ve farnosti v duchovní správě. Od začátku 21. století je farářem R. D. Mgr. Rudolf Chmelař.

## Bohoslužby
| Kostel          | Místo      | Bohoslužba (den)    | Hodina                                   | Poznámka     |
| --------------- | ---------- | ------------------- | ---------------------------------------- | ------------ |
| svatého Martina | Buchlovice | neděle pátek středa | 9.30 18.00 (zimní čas)/19.00 (letní čas) | farní kostel |

## Aktivity ve farnosti
Pravidelně se konají duchovní obnovy, biblické hodiny, setkání společenství manželských párů, Modlitby matek, výuka náboženství, při bohoslužbách zpívá schola mládeže i chrámový sbor.
Ve farnosti se pravidelně koná tříkrálová sbírka. V roce 2017 se při ní v Buchlovicích vybralo 71 381 korun.
V květnu 2017 převzal zástupce farnosti ocenění za nezištnou pomoc ve své farnosti – děkovné uznání a medaili sv. Jana Sarkandera. 